# INS Satpura (F-48)
INS Satpura (F48) là tàu chiến thuộc lớp Shivalik tàng hình đa nhiệm vụ được đóng cho Hải quân Ấn Độ. Lớp này có tính năng tăng cường khả năng tấn công tàng hình và tấn công trên đất liền hơn lớp Talwar.

## Thiết kế và mô tả
Tàu khu trục lớp Shivalik được hình thành như một phần Dự án 17 của Hải quân Ấn Độ, đưa ra các yêu cầu đối với một lớp tàu vũ trang tàng hình được thiết kế và đóng ở Ấn Độ. Thông số kỹ thuật thiết kế của Tổng cục Thiết kế Hải quân (DND) cho lớp "Shivalik" đã kêu gọi "tàu khu trục tàng hình 5000 tấn (Dự án 17) kết hợp chặt chẽ các tính năng quản lý chữ ký và chữ ký cao cấp". Ba tàu đầu tiên được chính thức đặt hàng bởi Hải quân Ấn Độ vào đầu năm 1999.

### Đặc tính chung và động cơ đẩy
INS Shivalik có chiều dài 142,5 m (468 ft), sườn ngang 16,9 m (55 ft) và mướn nước 4,5 m (15 ft). Tải trọng tàu tiêu chuẩn là 5.300 t (5.200 tấn Anh; 5.800 tấn Mỹ) và đầy tải 6.200 tấn (6.100 tấn Anh; 6.800 tấn Mỹ). Thủy thủ đoàn khoảng 257, trong đó có 37 sĩ quan.
Tàu sử dụng 7.600 shp (5.700 kW) SEMT Pielstick 16 PA6 STC động cơ diesel khi di chuyển tuần tra hoặc hai tuabin khí 16.800 shp (12.500 kW) GE LM2500+ khi di chuyển tốc độ cao với CODOG. Động cơ diesel cho phép tàu đạt tốc độ tối đa 22 kn (41 km/h; 25 mph) trong khi các tuabin khí cho phép đạt tốc độ tối đa 32 kn (59 km/h; 37 mph).

### Hệ thống điện tử và cảm biến
INS Shivalik được trang bị một loạt các thiết bị điện tử và cảm biến. Bao gồm các:
- 1 ×  MR-760 Fregat M2EM 3-D radar
- 4 ×  MR-90 Orekh radars
- 1 × Elta EL/M-2238 STAR
- 2 ×  Elta EL/M-2221 STGR
- 1 ×BEL APARNA

Ngoài ra, nó sử dụng HUMSA (hull-gắn sonar mảng), ATAS / Thales Sintra kéo hệ thống mảng và bộ phận chiến tranh điện tử BEL Ajanta.

### Vũ khí
INS Shivalik được trang bị với vũ khí của Nga, Ấn Độ và phương Tây. Bao gồm: súng hải quân 76 mm (3 in) Otobreda, Klub và tên lửa chống hạm siêu âm BrahMos, tên lửa phòng không Shtil-1, tên lửa chống tàu ngầm RBU-6000 và ngư lôi DTA-53-956. Barak SAM và AK-630 như Hệ thống vũ khí cận chiến (CIWS). Con tàu cũng mang hai trực thăng HAL Dhruv hoặc Sea King

## Đóng tàu
INS Satpura được đóng tại Mazagon Dock Limited (MDL) nằm ở Mumbai. Tàu đã bắt đầu đóng vào ngày 31 tháng 10 năm 2002; hạ thủy vào 4 tháng 6 năm 2004. Tàu đã hoàn thành vào năm 2010 và trải qua các thử nghiệm trên biển trước khi được đưa vào hoạt động vào ngày 20 tháng 8 năm 2011 vào biên chế Bộ Tư lệnh Hải quân phía Đông có trụ sở tại Visakhapatnam.

## Hình ảnh

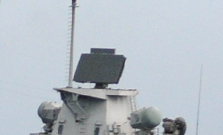
The EL/M-2238 STAR radar onboard Satpura